# Іграшкові породи собак
Іграшковий пес традиційно відноситься до дуже маленької собаки або групи маленьких і дуже маленьких порід собак. Типи собак, які називаються іграшковими, можуть включати спанієлів, пінчерів і тер’єрів.

## Маленькі собаки

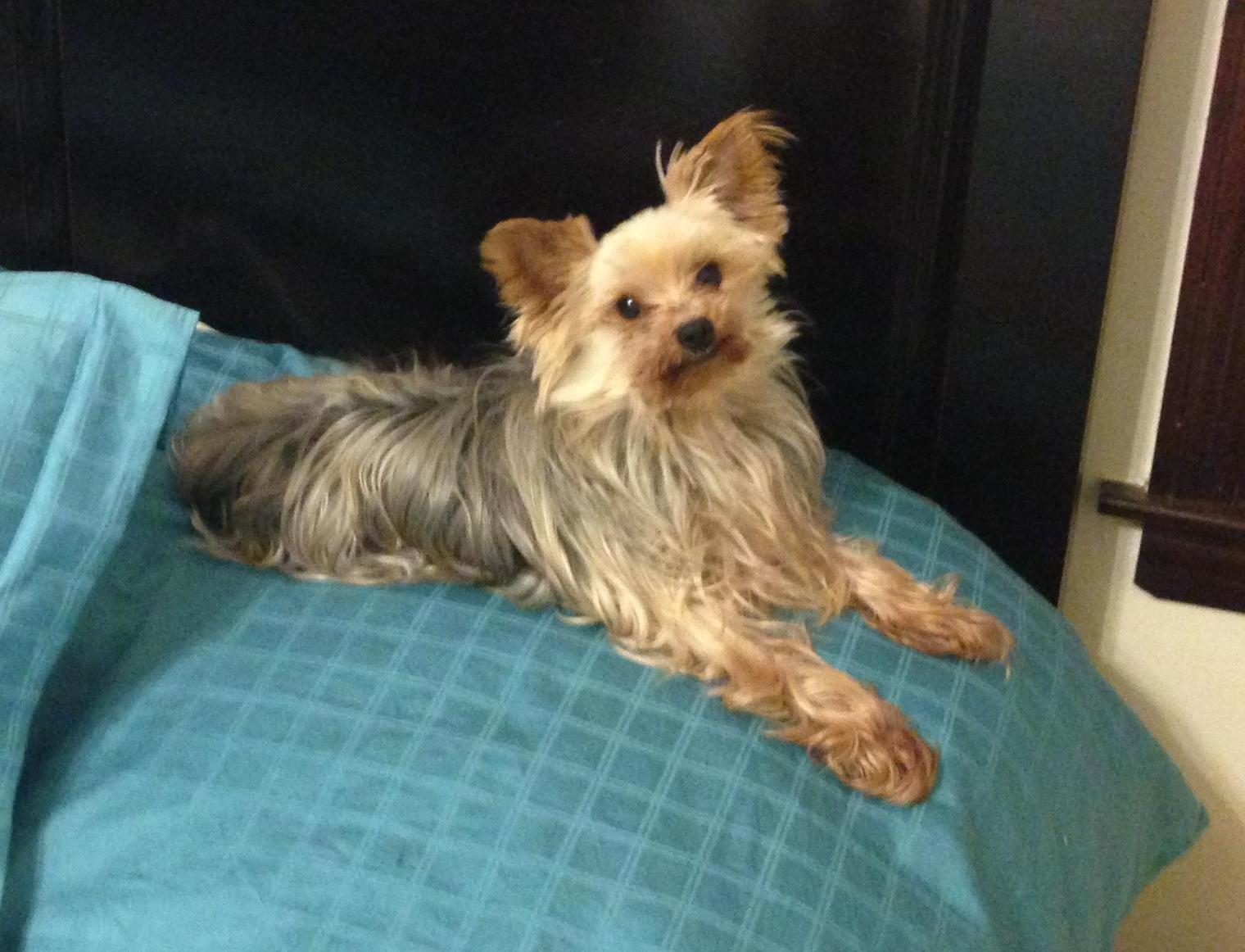
Йоркширський тер'єр - одна з найпопулярніших іграшкових порід.

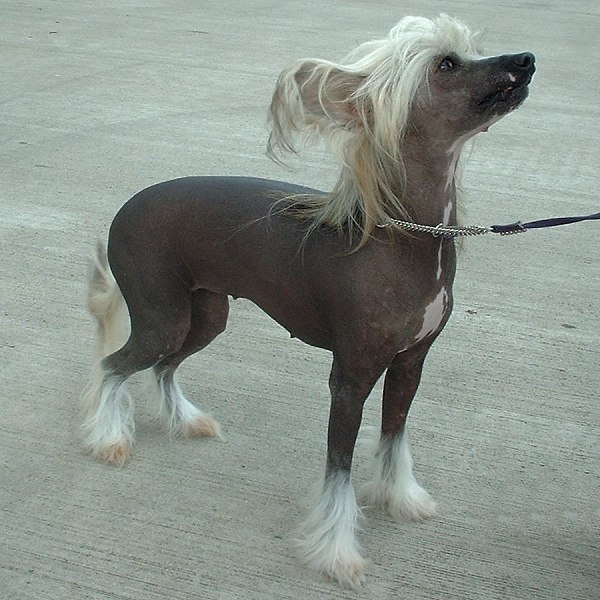
Китайська чубата собака — гола іграшкова порода.

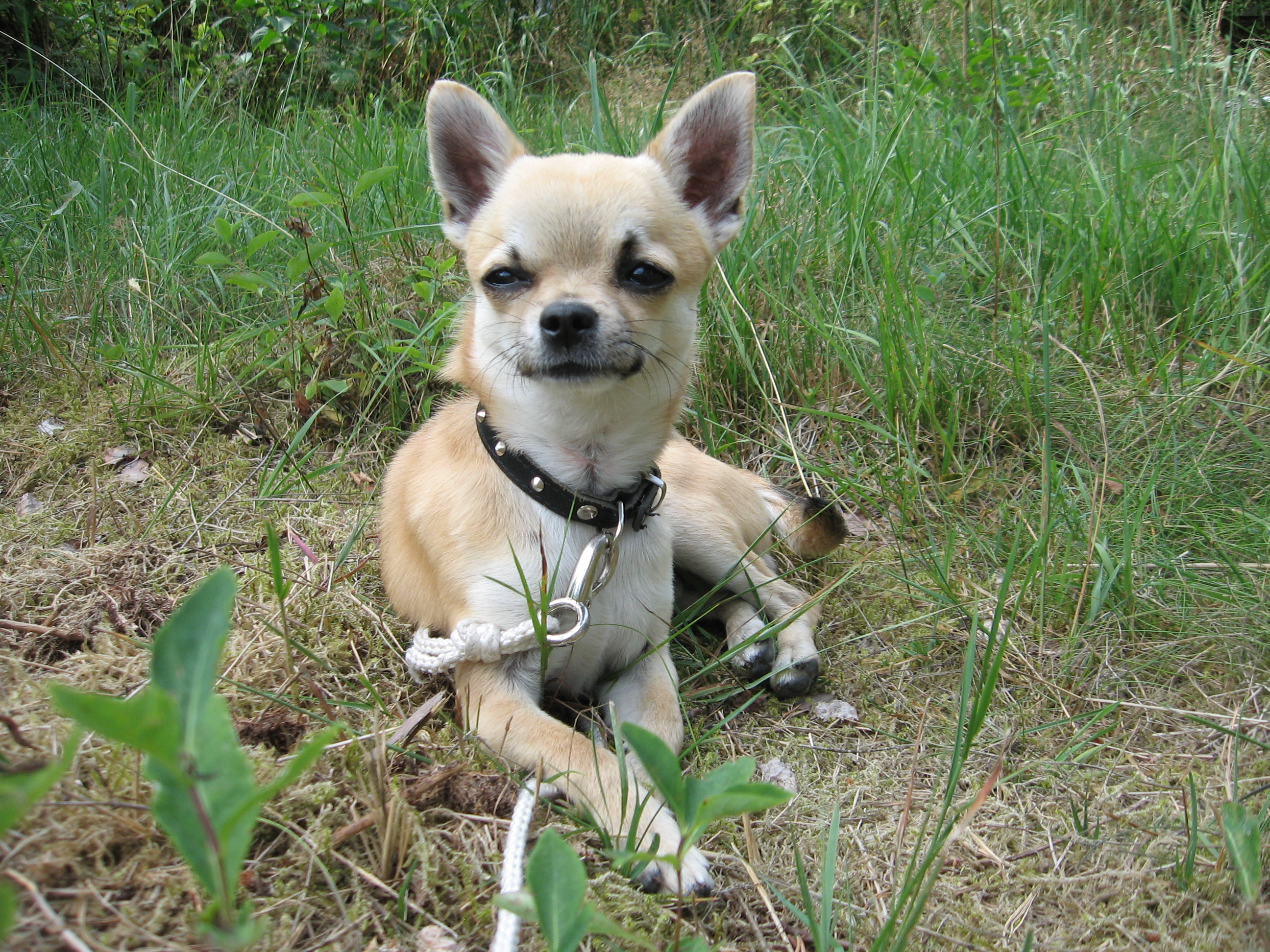
чихуахуа

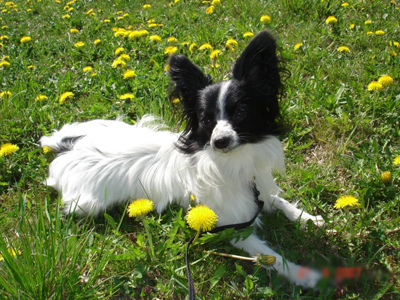
Папійон

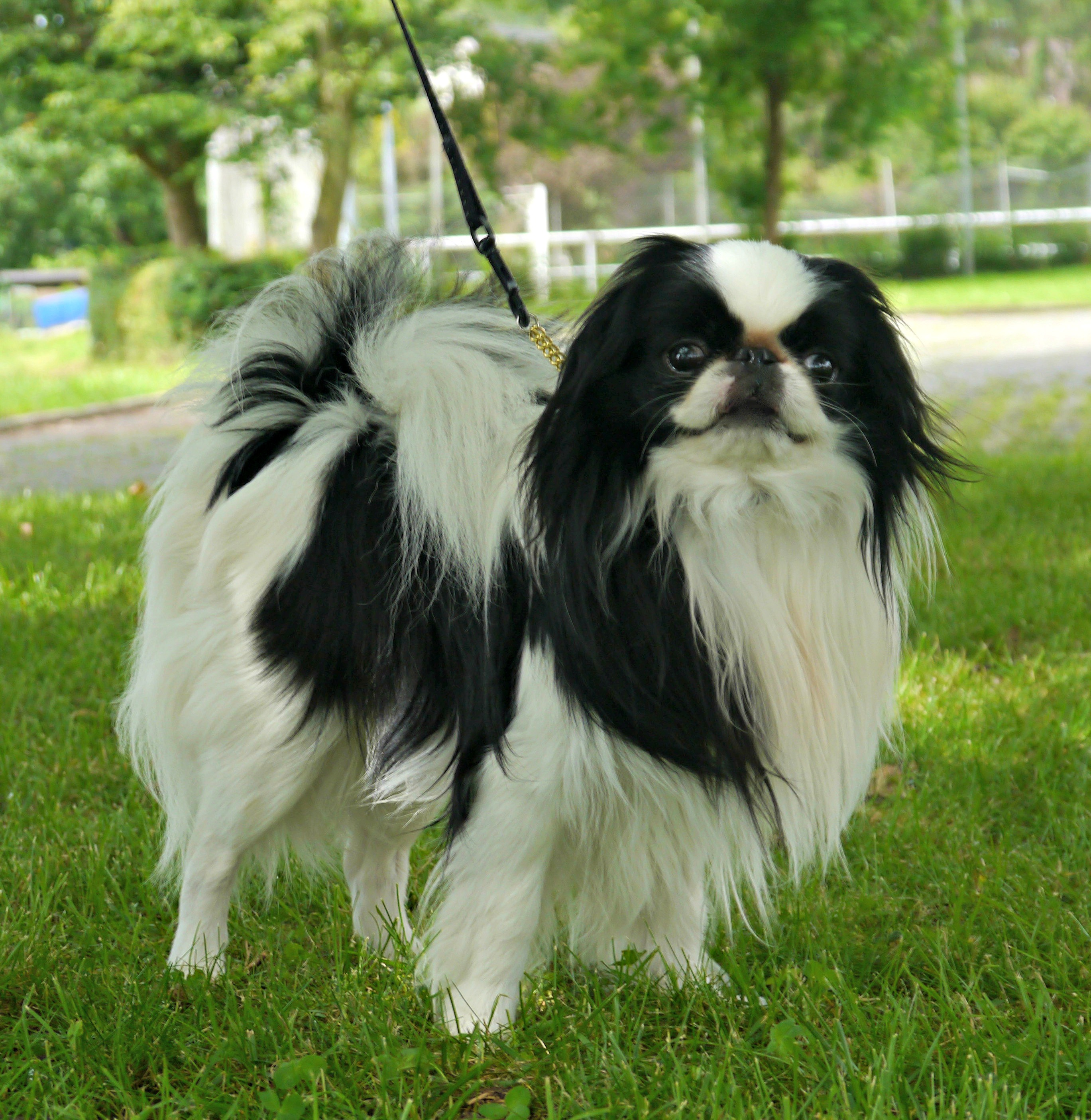
Японський підборіддя

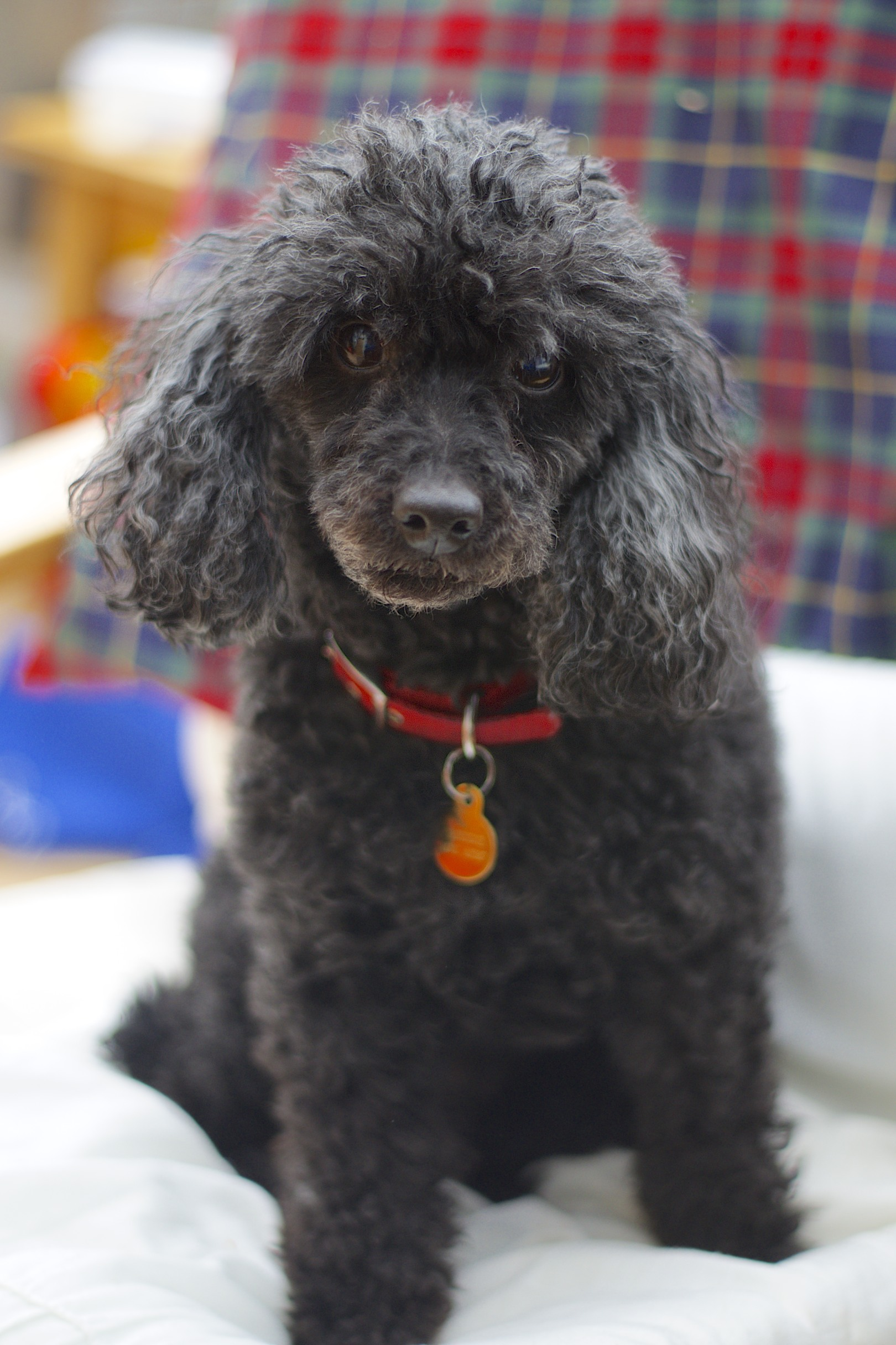
Іграшковий пудель

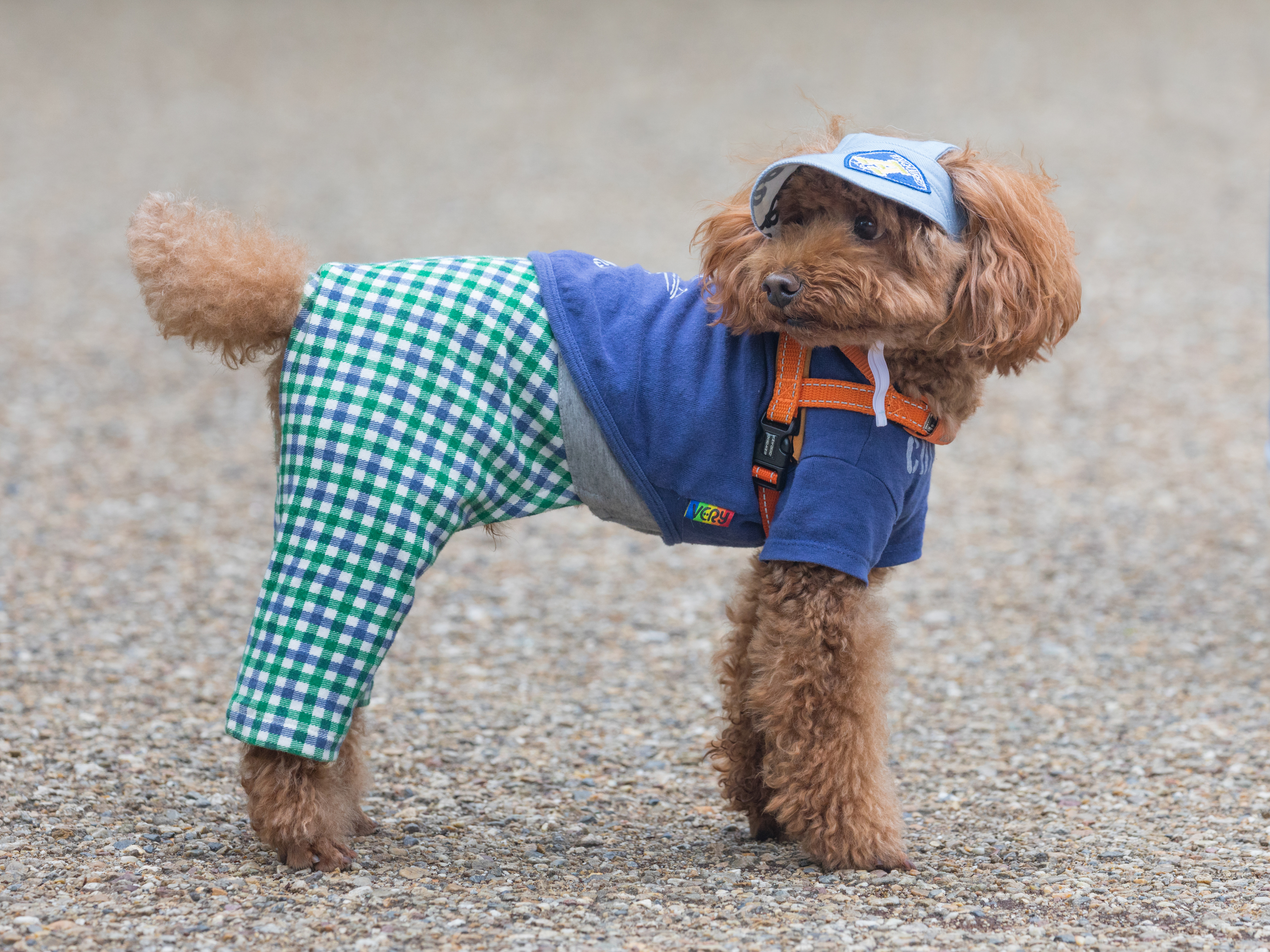
Той-пудель в одязі в Токіо

Собаки, в реєстрах порід Toy Group, можуть бути дуже древнього типу, такі як болонки, або вони можуть бути невеликими версіями мисливських або службових собак, розведених за розміром для певного виду роботи або для створення домашнього улюбленця зручного розміру. У минулому дуже маленьких собак, які не використовувалися для полювання, тримали як символ достатку, як сторожових собак, а також для оздоровчої функції (полювання на бліх).

## Породи
- Бішон фріз
- Болоньезе (Болоньєзе)
- Бостон-тер'єр
- Кавалер Кінг Чарльз спанієль
- Чихуахуа
- Китайський чубатий собака
- Котон де Тулеар
- Французький бульдог (Bouledogue français)
- Грифон Брюссельський (Брюссельський Гриффон)
- Гаванський
- Японський Чин (Чин)
- Кінг Чарльз спанієль
- Kromfohrländer
- Льовхен (Löwchen, Little Lion Dog)
- Папійон
- Petit Brabançon (малий брабантський грифон)
- Фален (Epagneul nain Continental, континентальний той-спанієль)
- Лхаса-апсо
- Мальтез
- Мі-Кі
- Пекінес
- Пудель (всі три розміри входять до групи супутників і іграшок Fédération Internationale Cynologique Internationale)
- Мопс
- Російська іграшка (той-тер'єр)
- Ши-цу
- тибетський спанієль
- Тибетський тер'єр

- аффенпінчер
- Австралійський шовковистий тер'єр
- Чихуахуа (довге пальто)
- Чихуахуа (гладка шерсть)
- Чихуахуа (коротке пальто)
- Англійський той-тер'єр (чорно-підпалий)
- Кінг Чарльз спанієль
- Італійський хорт
- Японський підборіддя
- Кінг Чарльз спанієль
- Löwchen
- Манчестерський тер'єр
- Мі-Кі
- Цвергпінчер
- Померанський шпіц
- Пудель
- Австралійський шовковистий тер'єр
- Американський той-фокс-тер'єр
- Той Манчестерський тер'єр
- Йоркшир-тер'єр
- Шолоїцквінтлі (Мексиканський голий собака)